# ورقة 10 يورو
ورقة 10 يورو (10 يورو) هي ثاني أقل ورقة يورو نقدية في الاتحاد الأوروبي، أصبحت متداولة في 2002. يستخدم الورقة 343 مليون شخص من 25 بلد (من بينها 23 بلد اعتمدته رسميا). كان هناك ما يقرب من 3,033,000,000 ورقة 10 يورو متداولة في جميع أنحاء منطقة اليورو في يوليو 2023. وهي رابع أكثر الفئات انتشارًا وتمثل 10.2% من إجمالي الأوراق النقدية. تشير التقديرات إلى أن متوسط عمر الورقة و حوالي 1.5 سنة.
أبعاد الورقة هي: 127 × 67 ملم، ولونها وردي. تصور الورقة أقوس من العمارة الرومانية على الوجه وعلى الظهر جسر من العمارة الرومانية (ما بين القرن العاشر والحادي عشر ميلادي).

## قبل الإصدار
في الفاتح من يناير 1999 تم تداول اليورو من قبل أكثر من 300 مليون شخص في أوروبا. كان اليورو «محجوبا» ومستخدما فقط في المحاسبة خلال السنوات الثلاث الأولى من تواجده. استبدلت القطع والورقات النقدية باليورو بعد تداوله رسميا في 1 يناير 2002 على مستوى منطقة اليورو (12 عضو آنذاك) بنسب ثابتة. استبدل هذا النقد الجديد العملات الفرنك الفرنسي؛المارك الالماني ;الجنيه الايرلندي.

## بعد الإصدار
خلال فترة التداول المزدوج للقطع والاوراق النقدية الوطنية إلى جانب عملة اليورو والذي سمح بذلك لمدة شهرين إلى غاية 28 فبراير 2002 التاريخ الرسمي لتوقف العملة الوطنية في سياق شرعي. في هذه الاثناء تغير هذا التاريخ وفقا للبلد: ألمانيا هي أول من اوقف العملة الرسمية قي سياق شرعي بتاريخ 31 ديسمبر 2001. دامت فترة التداول المزدوج أيضا شهرين. بقي استعمال العملات القديمة من طرف البنوك المركزية حتى عندما كان يعتبر ذلك غير شرعيا خلال فترة 10 سنوات على الاقل، حتى دون تحديد للوقت.

## التاريخ

### الإصدار الأول

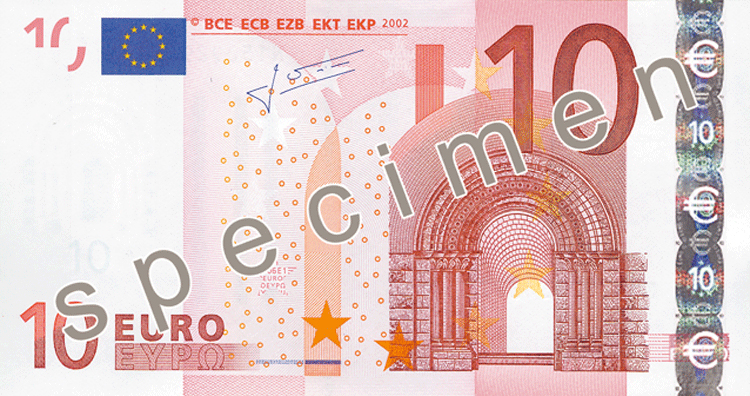
وجه ورقة 10 يورو من السلسلة الأولى

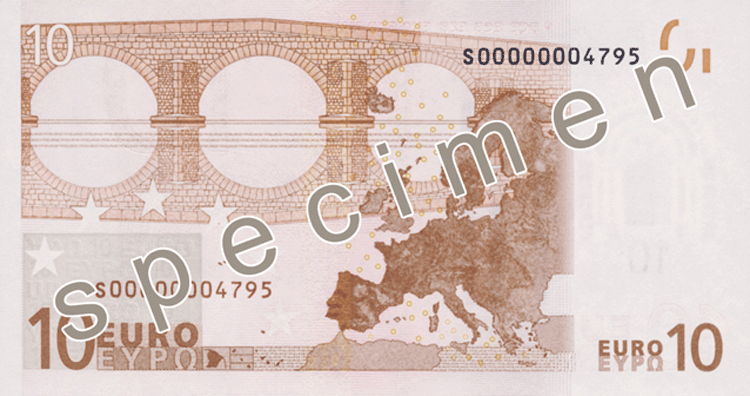
ظهر ورقة 10 يورو من السلسلة الأولى

إلى يومنا هذا، لا يوجد إصدار واحد للاوراق النقدية من فئة 10 يورو يحافظ على نفس علامة الامان رسميا. تحمل الطبعة الأولى توقيع رئيس البنك المركزي الأوروبي ويم دويسنبرج الذي استبدل ب جان كلود تريشيه في 1 نوفمبر 2003، الذي استبدل هو الآخر ب ماريو دراغي في 1 نوفمبر/ تشرين الثاني 2011. اذن ثلاث اوراق نقدية ذات فئة 10 يورو مختلفة تحمل ثلاث توقيعات حسب تاريخ الطباعة، ومع ذلك تم ختمها في 2002 تاريخ الإصدار الأول من هذه الاوراق النقدية.

توقيع الرئيس الأول للبنك المركزي الأوروبي ويم دويسنبرج
توقيع الرئيس الثاني للبنك المركزي الأوروبي جان كلود تريشيه
توقيع الرئيس الثالث للبنك المركزي الأوروبي ماريو دراغي

### الإصدار الثاني
بدأ الإصدار الثاني في 2 مايو 2013 (ورقة نقدية ذات فئة 5 يورو) مع تعقيد وتعزيز علامات الأمن مما سيصعب عمليات التزوير أو التقليد. يجب إصدار المجموعة الأولى للأوراق النقدية في فترات زمنية منتظمة إلى غاية استبدال كلي للنمط السابق، الذي يحمل أيضا رسومات مستوحاة من موضوع «حقبة وأساليب العمارة الأوروبية»، ما يتيح للمستخدمين التعرف عليها بسهولة.
الإصدار الجديد الذي سيتم اصداره في السنوات القادمة سيكون مختوم أكثر بالنسبة للسنوات الاخيرة، حيث تم تداول هذه الاوراق النقدية الجديدة في 23 سبتمبر/أيلول 2014 وفي نفس السنة ظهرت هذه الاوراق النقدية الجديدة.

## التصميم

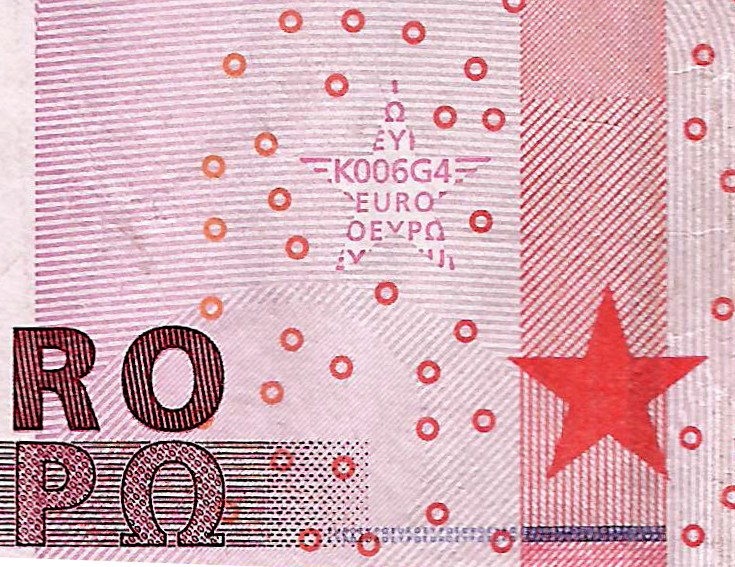
يمكن ملاحظة عند النظر عن قرب للورقة النقدية ذات فئة 10يورو الطباعات الصغيرة و مجموعة نجوم وشفرة الطابع في نجمة.

ورقة 10 يورو هي ثاني أقل ورقة اليورو قيمة، ذات قياس 127 مليمتر (5.0 بوصة) × 67 مليمتر (2.6 بوصة). وهي تمثل جميع الجسور والأقواس الأوروبية مختلفة الحقب التاريخية.
تصور ورقة 10 يورو الهندسة المعمارية الرومانية (ما بين القرن 11 و 12 ميلادي). قد تمثل الرسومات الأولية لروبرت كالينا الآثار الحقيقية القائمة، إلا انه ولأسباب سياسية يعتبر الجسر والقوس أكثر من مجرد الامثلة الافتراضية من العصر المعماري الروماني.
على غرار جميع الاوراق النقدية لليورو، يمكننا ملاحظة كلمة 10 يورو، علم الاتحاد الأوروبي، توقيع رئيس البنك المركزي الأوروبي، المصرف المركزي الأوروبي بالأحرف الأولى لجميع اللغات الرسمية للاتحاد الأوروبي، خريطة أوروبا، عرض لجميع المناطق المحدة للبحر في الاتحاد الأوروبي (نلاحظ في الاسفل في الوسط جزر الكناري والمقاطعات الفرنسية التي تستخدم اليورو كعملة)، بالإضافة إلى نجوم علم الاتحاد الأوروبي.

## خصائص الأمن
يتم حماية ورقة 10 يورو ب: شريط مكتوب بخط اليد، شريط ذهبي، مجموعة نجوم، ومقبس ميكروفون، الطباعات الصغيرة من الحبر ما فوق البنفسجي، طباعات منقوشة بشكل بارز، خيط الامان، ثقوب صغيرة جدا، وعدد غير مكتمل (ظاهر بوضوح)، ورقم تسلسلي يبدا بحرف، هذا الحرف يتعلق بالبنك المركزي المخصصة له هذه الورقة النقدية، فعلى سبيل المثال يشير الرقم التسلسلي الذي يبدأ بحرف S إلى ان الورقة النقدية مخصصة وموزعة من طرف البنك المركزي الإيطالي، لكن ليس بالضرورة أن هذا البنك هو من انتجها.
الفرق بين الاوراق النقدية تحت تأثير الاشعة تحت الحمراء والاشعة العادية.

## تحقيق الاوراق النقدية

### الإصدار الأول

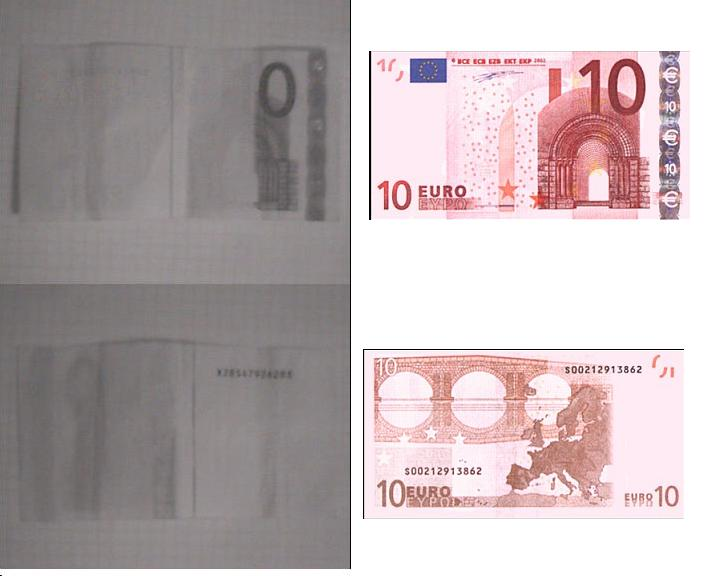

تحمل كل الاوراق النقدية رقم تسلسلي يبدأ بحرف، هذا الحرف يتعلق بالبنك المركزي المخصصة له هذه الورقة النقدية. تشير وحدات طباعته إلى حرف موجود في نجمة على الوجه الامامي.يلي هذا الحرف سلسلة من الارقام التي تمثل المصفوفة المستعملة في الطباعة بالإضافة إلى شفرة (حرف أو رقم) تتعلق بموضع الورقة النقدية على اللوحة.
| البلد    | حرف رقم السلاسلة | البلد    | حرف رقم السلسلة |
| -------- | ---------------- | -------- | --------------- |
| بلجيكا   | Z                | ألمانيا  | X               |
| استونيا  | D                | أيرلندا  | T               |
| اليونان  | Y                | إسبانيا  | V               |
| فرنسا    | U                | إيطاليا  | S               |
| قبرص     | G                | ليتوانيا | C               |
| هولندا   | P                | النمسا   | N               |
| البرتغال | M                | سلوفينيا | H               |

ملاحظة: تخضع الاوراق النقدية لليورو الصادرة من البنك المركزي للوكسمبورغ والتي لم يتم تداولها بعد إلى قانون البنوك المركزية للبلدان التي على مستواها يتم إنتاج الاوراق النقدية المخصصة للوكسمبورغ.

### الإصدار الثاني
تمتلك كل ورقة 10 يورو من الإصدار الثاني رقم تسلسلي يبدأ بحرفين، يتعلق الحرف الأول بوحدة الطباعة حيث تختلف الشفرات عما سبق، وجزء منها مستوحى من القواعد القديمة لتحديد المصرف المركزي المرسل إليه هذه الاوراق النقدية. اما الحرف الثاني فيختلف حسب الترتيب الابجدي بشكل تعاقبي وذلك بالموازاة مع الوحدة الرقمية. وبالتالي اختفى البنك المرسل اليه.

## إنتاج وتخزين الاوراق النقدية
في نيسان/أبريل 2001 وبعد إصدار اليورو قرر البنك المركزي الأوروبي جعل إنتاج الاوراق النقدية من فئة اليورو لا مركزية ومشتركة. ومنذ ذلك الحين، وفي 2002 وجب على كل بنك مركزي وطني من كل دولة عضو في الاتحاد الأوروبي تموين إجمالي الإنتاج السنوي لبعض الاوراق النقدية، بحيث ياخذ البنك المركزي المعني بعين الاعتبار تكاليف الإنتاج المتوافقة مع الحصة المشار اليها..
.في أيلول/سبتمبر 2002 قرر البنك المركزي الأوروبي وضع مخزون إستراتيجي للاتحاد الأوروبي (أي البنك المركزي الأوروبي وسبعة عشر بنك مركزي وطني من منطقة الاورو).استعمل هذا المخزون في ظروف استثنائية وذلك عندما كان المخزون على مستوى منطقة اليورو غير كاف لمواجهة ارتفاع غير متوقع في الطلب للاوراق النقدية أو في حالة انقطاع غير متوقع في امداداتها.
تسمح المخزونات بتسيير البنوك المركزية الوطنية للتغيرات في الطلب على الاوراق النقدية وذلك في أي وقت، وبفضل الدعم السوقي، يمكن التجاوب مع الطلب في الظروف العادية، كما تسمح هذه المخزونات باستبدال القطع غير صالحة للتداول من اجل مواجهة التطور المتوقع في الاستعمال والتجاوب مع التقلبات الموسمية في الطلب بالإضافة إلى توسيع التحويل ما بين فروع البنوك المركزية.

## إصدار الاوراق النقدية
من الناحية القانونية لدى كل من البنك المركزي الأوروبي والبنوك المركزية الوطنية (BCN) للبلدان الاعضاء في منطقة اليورو الحق في الفئات المختلفة السبع لليورو، أما عمليا فالبنوك الوطنية هي الوحيدة التي لها القدرة على إصدار هذه الفئات.كما لا يملك البنك المركزي الأوروبي خزينة (صندوق) ولا يشارك في أي عملية مالية.

## احصائيات
يراقب البنك المركزي الأوروبي عن كثب تداول ومخزون عملات اليورو والأوراق النقدية. إنها مهمة لضمان الإمداد السلس لأوراق اليورو في جميع أنحاء منطقة اليورو. كان هناك 3,009,540,842 ورقة 10 يورو متداولة في جميع أنحاء منطقة اليورو في ديسمبر 2022.
| التاريخ     | الأوراق النقدية | القيمة باليورو | التاريخ     | الأوراق النقدية | القيمة باليورو |
| ----------- | --------------- | -------------- | ----------- | --------------- | -------------- |
| يناير 2002  | 1٬999٬737٬481   | 19٬997٬374٬810 | ديسمبر 2008 | 2٬029٬872٬213   | 20٬298٬722٬130 |
| ديسمبر 2003 | 1٬684٬604٬749   | 16٬846٬047٬490 | ديسمبر 2009 | 2٬042٬277٬282   | 20٬422٬772٬820 |
| ديسمبر 2004 | 1٬700٬450٬847   | 17٬004٬508٬470 | ديسمبر 2010 | 2٬039٬265٬727   | 20٬392٬657٬270 |
| ديسمبر 2005 | 1٬761٬362٬710   | 17٬613٬627٬100 | ديسمبر 2011 | 2٬072٬931٬644   | 20٬729٬316٬440 |
| ديسمبر 2006 | 1٬900٬510٬721   | 19٬005٬107٬210 | ديسمبر 2012 | 2٬170٬679٬774   | 21٬706٬797٬740 |
| ديسمبر 2007 | 1٬965٬455٬883   | 19٬654٬558٬830 | ديسمبر 2013 | 2٬155٬551٬029   | 21٬555٬510٬290 |

أصدرت السلسلة الأولى من الأوراق النقدية بالتزامن مع سلسلة "أوروبا" لبضعة أسابيع حتى نفاد المخزون الموجود، ثم سحبت تدريجياً من التداول. وبالتالي فإن كلتا السلسلتين تسيران بالتوازي ولكن النسبة تميل حتما إلى انخفاض حاد في السلسلة الأولى.
| التاريخ     | الأوراق النقدية | القيمة باليورو | من السلسلة 1  | القيمة باليورو | النسبة |
| ----------- | --------------- | -------------- | ------------- | -------------- | ------ |
| ديسمبر 2014 | 2٬244٬302٬134   | 22٬443٬021٬340 | 1٬361٬256٬964 | 13٬612٬569٬640 | 60.7%  |
| ديسمبر 2015 | 2٬325٬766٬992   | 23٬257٬669٬920 | 605٬953٬384   | 6٬059٬533٬840  | 26.1%  |
| ديسمبر 2016 | 2٬387٬340٬411   | 23٬873٬404٬110 | 435٬990٬864   | 4٬359٬908٬640  | 18.3%  |
| ديسمبر 2017 | 2٬504٬086٬915   | 25٬040٬869٬150 | 360٬166٬544   | 3٬601٬665٬440  | 14.4%  |
| ديسمبر 2018 | 2٬629٬767٬998   | 26٬297٬679٬980 | 318٬176٬885   | 3٬181٬768٬850  | 12.1%  |
| ديسمبر 2019 | 2٬752٬030٬608   | 27٬520٬306٬080 | 305٬435٬695   | 3٬054٬356٬950  | 11.1%  |
| ديسمبر 2020 | 2٬831٬279٬179   | 28٬312٬791٬790 | 286٬827٬750   | 2٬868٬277٬500  | 10.1%  |
| ديسمبر 2021 | 2٬899٬677٬558   | 28٬996٬775٬580 | 277٬991٬976   | 2٬779٬919٬760  | 9.6%   |
| ديسمبر 2022 | 3٬009٬540٬842   | 30٬095٬408٬420 | 261٬175٬059   | 2٬611٬750٬590  | 8.7%   |

أحدث الأرقام التي قدمها البنك المركزي الأوروبي هي كما يلي:
| التاريخ    | الأوراق النقدية | القيمة باليورو | من السلسلة 1 | القيمة باليورو | النسبة |
| ---------- | --------------- | -------------- | ------------ | -------------- | ------ |
| يوليو 2023 | 3٬033٬492٬529   | 30٬334٬925٬290 | 252٬331٬889  | 2٬523٬318٬890  | 8.3%   |

## متابعة الأوراق النقدية
توجد العديد من مواقع الويب ومواقع التواصل الاجتماعي التي تسمح بمتابعة الاوراق النقدية (اليورو) للبنوك بمعرفة مكان سفرها، ومن أشهر مواقع الويب EuroBillTracker. الهدف من ذلك تسجيل أكثر الاوراق النقدية الممكنة ومعرفة تفاصيل توزيعها فعلى سبيل المثال في البلدان التي يوجد فيها عدد كبير من الاوراق النقدية سجلها EuroBillTracker أكثر من 155 مليون في مايو 2016 أي ما يفوق 2.897 مليار يورو.

## التزوير أو التقليد
حسب البنك المركزي الأوروبي من الصعب جدا تزوير الاوراق النقدية من عملة اليورو وذلك بسبب وجود عدد كبير من علامات الأمن حيث تعتبر القطع النقدية من فئة €10 الثالثة الاقل تزويرا، اذ تمثل %1 من الاوراق النقدية لليورو المزورة من السداسي الثاني من عام 2011 أي 3100 ورقة نقدية من فئة €10 مزورة. وفي سياق ذلك اوصى كل من البنك المركزى الاوروبى والبنوك المركزية الوطنية بتنبيه والتعرف على الاوراق النقدية المزورة باستخدام طريقة بسيطة وهي «المس- انظر-امل».
و لمواجهة هذا التزوير يستخدم البنك المركزي الأوروبي تقنيات النقط خلال الطباعة وعدد من علامات الأمن الكافية لردع مروجي العملات المزورة، كما انشا البنك المركزي الأوروبي مركز للكشف عن التزوير المساند من طرف الاوروبول، وهو محمي من طرف الشرطة وذلك لتدارك عمليات التزوير المستقبلية. كما هيأ البنك المركزي الأوروبي مجموعة لردع التزوير في البنوك الوطنية تأخذ على عاتقها مهمة ردع التزوير الرقمي، منع إنتاج على الاوراق النقدية المزورة والتقليل من خسارة المؤسسات والخواص، بحيث تستعمل تقنيات لمكافحة التزوير التي تمنع الاقتناء أو إعادة الإنتاج باستخدام الحواسيب الشخصية أو التصوير الرقمي وتصوير الورقة النقدية المحمية، كما يسعى هذا المركز إلى القضاء على إعادة إنتاج الاوراق النقدية غير المرخص.